# 拉格朗日 (朗德省)
拉格朗日（法語：Lagrange，法語發音：[laɡʁɑ̃ʒ]）是法国朗德省的一个市镇，属于蒙德马桑区。

## 地理
拉格朗日（43°58'22"N, 0°6'1"W）面积21.13 平方千米，位于法国新阿基坦大区朗德省，该省份为法国西南部沿海省份，是法國本土面积第二大的省，北起吉倫特省，西临大西洋，南至大西洋比利牛斯省，东临热尔省，东北与洛特-加龍省接壤。
与拉格朗日接壤的市镇（或旧市镇、城区）包括：卡佐邦、贝特贝泽达尔马尼亚克、克雷翁达尔马尼亚克、阿马尼亚克堡、莫沃赞达马尼亚克、圣瑞利安达尔马尼亚克、加巴雷。

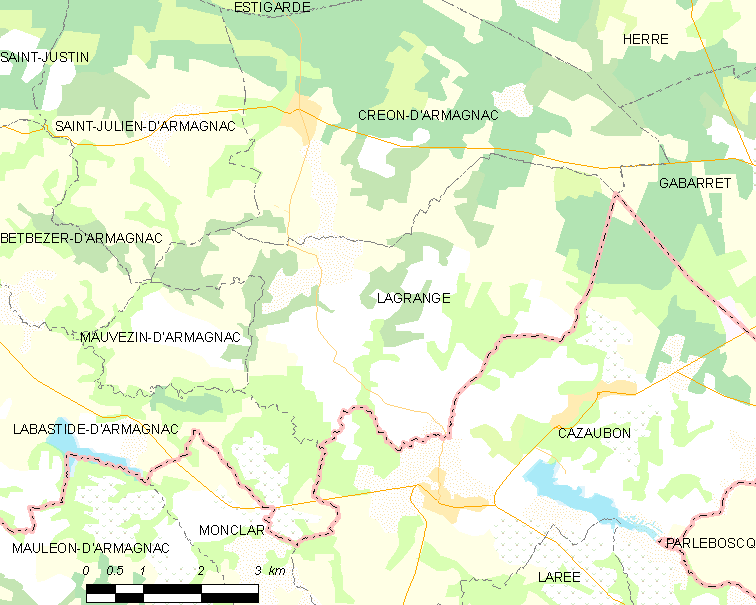
的OSM定位图

拉格朗日的时区为UTC+01:00、UTC+02:00（夏令时）。

## 行政
拉格朗日的邮政编码为40240，INSEE市镇编码为40140。

## 政治
拉格朗日所属的省级选区为上朗德-阿马尼亚克县。

## 人口

1962-2008年间人口变化图示

拉格朗日于2022年1月1日时的人口数量为190人。